# Petkana Makaveeva
Pour les articles homonymes, voir Bogdanova.
Petkana Bogdanova Makaveeva, née le 4 octobre 1952 à Lipen, est une joueuse bulgare de basket-ball. Elle évolue durant sa carrière au poste d'arrière.

## Palmarès
- Vice-championne olympique 1980
- Médaillée de bronze olympique 1976
- Vice-championne d'Europe 1972
- Troisième du championnat d'Europe 1976